# Miracolo eucaristico di Mogoro
Il miracolo eucaristico di Mogoro, secondo la tradizione, sarebbe avvenuto nell'omonima cittadina nell'anno 1604: due ostie consacrate, lasciate cadere sul pavimento da due peccatori durante la celebrazione eucaristica, avrebbero lasciato un'impronta indelebile.

## Storia
A Mogoro, comune della provincia di Oristano, nel 1604, nella chiesa di San Bernardino, mentre il parroco, don Salvatore Spiga, celebrava la messa, al momento della comunione due fedeli, noti per i loro costumi dissoluti, lasciarono cadere le particole sul pavimento. I due, che non si erano confessati, riferirono che le ostie consacrate avevano come scottato loro la lingua, lasciando poi sul pavimento della balaustra un'impronta indelebile , visibile ancora oggi sulla pietra conservata in un reliquiario.
L'episodio fu descritto dai sacerdoti don Pietro Cossu e Padre Casu, che riferirono come il vescovo, monsignor Antonio Surredo, dopo gli accertamenti di rito, si fosse convinto della natura soprannaturale dell'evento. Purtroppo non ci sono pervenuti i documenti dell'epoca, se si eccettua un atto pubblico del notaio Pedro Antonio Escano, datato 25 maggio 1686, con il quale il rettore della chiesa stipulò un contratto per la costruzione di un tempietto di legno dorato, destinato a ospitare la reliquia.
In ricordo del presunto evento ogni anno, nel giorno di Pasqua, si svolge una solenne processione eucaristica.